# Pseudochiridium triquetrum
Pseudochiridium triquetrum är en spindeldjursart som beskrevs av Beier 1965. Pseudochiridium triquetrum ingår i släktet Pseudochiridium och familjen Pseudochiridiidae. Inga underarter finns listade i Catalogue of Life.